# Marcus Miller (album)
Albums de Marcus Miller
Suddenly
(1983) The Sun Don't Lie
(1993)
Marcus Miller est le second album studio de Marcus Miller sorti à l'été 1984. Il sera le dernier album des années 1980 du bassiste américain, qui se concentrera ensuite sur ses collaborations avec David Sanborn, Luther Vandross et Miles Davis. Son troisième album, The Sun Don't Lie, sortira neuf ans plus tard.

## Liste des pistes
Tous les morceaux sont composés par Marcus Miller. Comme sur son premier album, il est à la fois producteur, mais aussi auteur, interprète et multi-instrumentiste.
1. Unforgettable - 5:45
2. Is There Anything I Can Do - 5:25
3. Superspy - 6:00
4. Juice - 6:40
5. I Could Give You More - 6:00
6. Perfect Guy - 5:53
7. My Best Friend's Girlfriend - 7:28
8. Nadine - 4:31